# Montornès de Segarra
Montornès de Segarra – gmina w Hiszpanii, w prowincji Lleida, w Katalonii, o powierzchni 11,96 km². W 2011 roku gmina liczyła 92 mieszkańców.